# Gliese 667 C
Désignations
Gliese 667 C est un sous-système planétaire du système Gliese 667. Il est composé d'une étoile naine rouge autour de laquelle orbitent potentiellement sept planètes.

## L'étoile Gliese 667 C

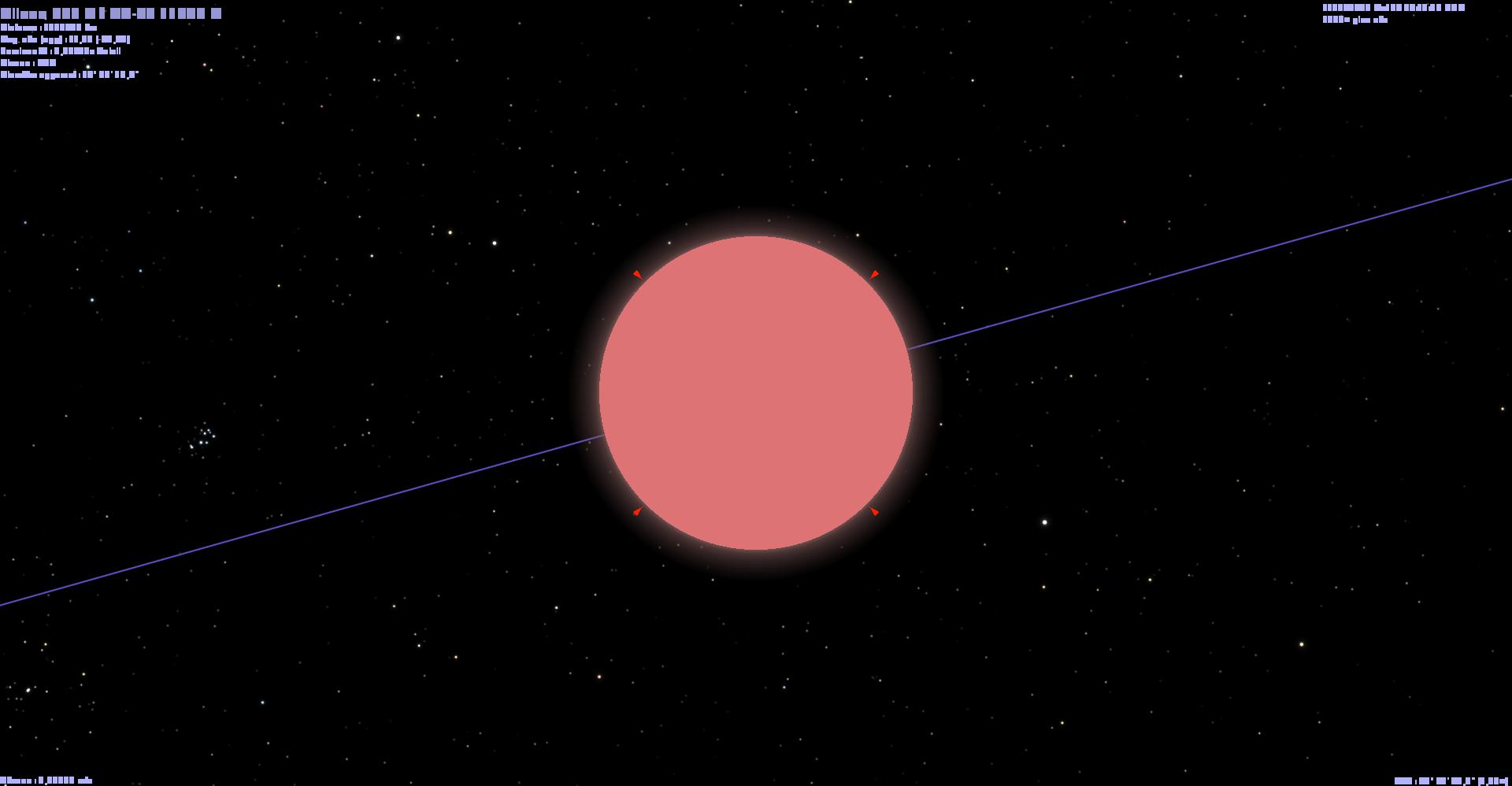
Gliese 667 C vue dans Celestia.

### Caractéristiques physiques
Cette étoile est bien plus petite que notre Soleil et que les deux autres étoiles membres du système Gliese 667. En effet, sa taille et sa masse sont respectivement 42 % et 38 % de celles du Soleil. Sa luminosité atteint seulement 0,3 % de celle de notre étoile.

### Type spectral
Cette étoile naine rouge est de type spectral M2V. Cela signifie qu'elle a une température bien plus faible que notre Soleil et que ses compagnes, de l'ordre de 3 000 K.

### Orbite
Son orbite par rapport à Gliese 667 A est excentrique, entre 56 ua et 215 ua.

### Gliese 667 Cb

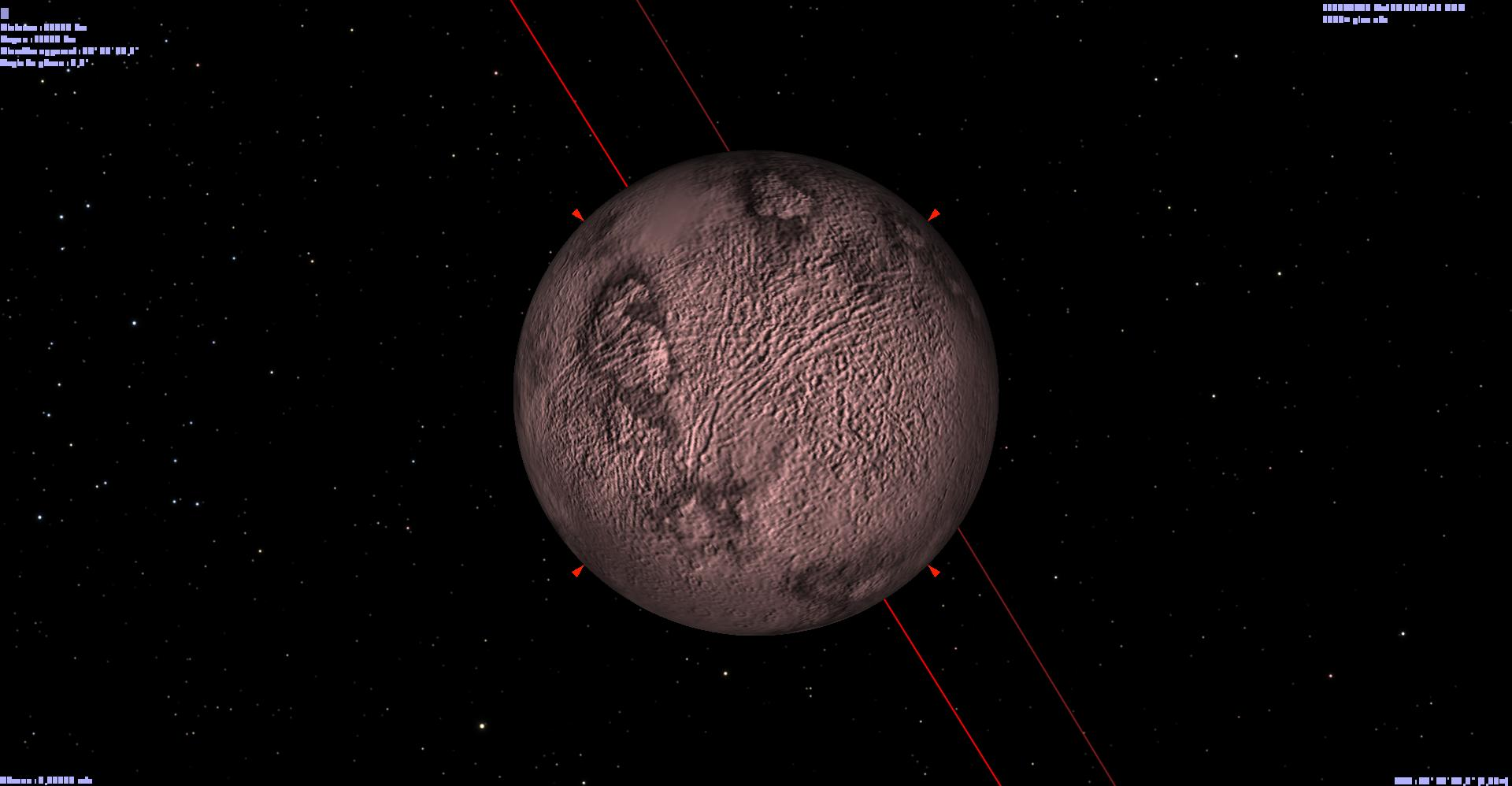
La planète Gliese 667 C b vue dans Celestia.